# Djénébou Sissoko
Djénébou Sissoko (San, 27 giugno 1982) è un'ex cestista maliana.

## Carriera
Con il Mali ha disputato i Giochi olimpici di Pechino 2008, i Campionati mondiali del 2010 e due edizioni dei Campionati africani (2009, 2011).